# Église Saint-Julien de Ravigny
L'église Saint-Julien de Ravigny est une église catholique située à Ravigny, dans le département français de la Mayenne.

## Localisation
L'église est située à proximité du bourg de Ravigny, en bordure de la route départementale 260.

## Histoire
L'édifice n'était qu'une chapelle aux XIIe siècle et XIIIe siècle.
La paroisse de Ravigny eut pour curé à partir de 1778 Jacques-Alexandre Taphorel, connu pour avoir prêté serment à la constitution civile du clergé en 1790 et entraîné sa paroisse dans tous les excès et extravagances révolutionnaires.
Le cimetière qui jouxtait jadis l'église fut déplacé en 1902.
L'inventaire devait se dérouler le 12 mars 1906 mais il ne put avoir lieu. Ce n'est que le vendredi suivant que l'église put être ouverte, après que les gendarmes eurent démoli une porte.
En décembre 2000, le clocher est détruit par la foudre.

## Architecture et extérieurs
De ses origines, l'église a conservé plusieurs éléments architecturaux : le clocher placé sur la nef, une charpente apparente et des voûtes en bois.
Elle présente un appareillage en opus spicatum, qui appartiendrait à la chapelle primitive. Une des portes extérieures, de style roman, date du XIIIe siècle.
Sur la face méridionale, une baie en arc brisé surmonte une porte à linteau droit.

## Intérieur
La nef est la partie la plus ancienne de l'édifice.